# Hypsolebias mediopapillatus
Hypsolebias mediopapillatus, es una especie de pez actinopeterigio de agua dulce, de la familia Rivulidae.

## Distribución y hábitat
Se distribuye por ríos de América del Sur, en el drenaje del río São Domingos, en Brasil. Son peces de agua dulce tropical, de comportamiento bentopelágico.